# Джанфранко
Джанфранко (Gianfranco) — итальянское мужское имя, образованное слиянием христианских имен Джованни (Иоанн) и Франко.
Именины в католицизме приходятся на 16 июня.
Не является формой имени Джанфранческо, поскольку имена Франко и Франческо (Франциск) являются различными.

## Известные носители
- Дзола, Джанфранко
- Ферре, Джанфранко
- Факко Бонетти, Джанфранко